# Finland op de Olympische Winterspelen 1984
Tijdens de Olympische Winterspelen van 1984, die in Sarajevo (Joegoslavië) werden gehouden, nam Finland voor de veertiende keer deel.

## Medailleoverzicht
| Sport              | Olympiër                                                              | Discipline            | Medaille |
| ------------------ | --------------------------------------------------------------------- | --------------------- | -------- |
| Langlaufen         | Marja-Liisa Hämäläinen                                                | 5 km (v)              | Goud     |
| Langlaufen         | Marja-Liisa Hämäläinen                                                | 10 km (v)             | Goud     |
| Langlaufen         | Marja-Liisa Hämäläinen                                                | 20 km (v)             | Goud     |
| Schansspringen     | Matti Nykänen                                                         | grote schans (m)      | Goud     |
| Langlaufen         | Aki Karvonen                                                          | 15 km (m)             | Zilver   |
| Noordse combinatie | Jouko Karjalainen                                                     | mannen                | Zilver   |
| Schansspringen     | Matti Nykänen                                                         | normale schans (m)    | Zilver   |
| Langlaufen         | Aki Karvonen                                                          | 50 km (m)             | Brons    |
| Langlaufen         | Harri Kirvesniemi                                                     | 15 km (m)             | Brons    |
| Langlaufen         | Kari Ristanen Juha Mieto Harri Kirvesniemi Aki Karvonen               | 4x10 km estafette (m) | Brons    |
| Langlaufen         | Pirkko Määttä Eija Hyytiäinen Marjo Matikainen Marja-Liisa Hämäläinen | 4x5 km estafette (v)  | Brons    |
| Noordse combinatie | Jukka Ylipulli                                                        | mannen                | Brons    |
| Schansspringen     | Jari Puikkonen                                                        | normale schans (m)    | Brons    |

## Deelnemers en resultaten

### Biatlon
| Olympiër                                                       | Discipline             | Resultaat | Prestatie                                                                                      |
| -------------------------------------------------------------- | ---------------------- | --------- | ---------------------------------------------------------------------------------------------- |
| Arto Jääskeläinen                                              | 20 km (m)              | 16e       | 1:19.23,3 (+7.30,6) pen.: 5 (1 / 2 / 0 / 2)                                                    |
| Toivo Mäkikyrö                                                 | 10 km (m)              | 12e       | 32.22,5 (+1.28,7) pen.: 2 (0 / 2)                                                              |
| Tapio Piipponen                                                | 10 km (m)              | 15e       | 32.28,7 (+1.34,9) pen.: 1 (1 / 0)                                                              |
| Tapio Piipponen                                                | 20 km (m)              | 12e       | 1:18.38,4 (+6.45,7) pen.: 6 (2 / 2 / 2 / 0)                                                    |
| Risto Punkka                                                   | 10 km (m)              | 34e       | 34.28,5 (+3.34,7) pen.: 4 (1 / 3)                                                              |
| Keijo Tiitola                                                  | 20 km (m)              | 18e       | 1:19.32,8 (+7.40,1) pen.: 5 (1 / 1 / 2 / 1)                                                    |
| Keijo Tiitola Toivo Mäkikyrö Arto Jääskeläinen Tapio Piipponen | 4x7,5 km estafette (m) | 7e        | 1:43.16,0 (+4.24,3) pen.: 2-10 (0-2 / 1-4 / 1-4 / 0-0) (25.58,9 / 26.08,4 / 26.29,9 / 24.38,8) |

### Langlaufen
| Olympiër                                                              | Discipline            | Resultaat | Prestatie                                                   |
| --------------------------------------------------------------------- | --------------------- | --------- | ----------------------------------------------------------- |
| Kari Härkönen                                                         | 15 km (m)             | 13e       | 42.49,3 (+1.23,7)                                           |
| Aki Karvonen                                                          | 15 km (m)             | Zilver    | 41.34,9 (+9,3)                                              |
| Aki Karvonen                                                          | 30 km (m)             | 5e        | 1:30.59,7 (+2.03,4)                                         |
| Aki Karvonen                                                          | 50 km (m)             | Brons     | 2:17.04,7 (+1.08,9)                                         |
| Harri Kirvesniemi                                                     | 15 km (m)             | Brons     | 41.45,6 (+20,0)                                             |
| Harri Kirvesniemi                                                     | 30 km (m)             | 7e        | 1:31.37,4 (+2.41,1)                                         |
| Harri Kirvesniemi                                                     | 50 km (m)             | 4e        | 2:18.34,1 (+2.38,3)                                         |
| Juha Mieto                                                            | 15 km (m)             | 4e        | 42.05,8 (+40,2)                                             |
| Juha Mieto                                                            | 30 km (m)             | 8e        | 1:31.48,3 (+2.52,0)                                         |
| Juha Mieto                                                            | 50 km (m)             | 10e       | 2:21.53,1 (+5.57,3)                                         |
| Kari Ristanen                                                         | 30 km (m)             | 17e       | 1:33.02,6 (+4.06,3)                                         |
| Kari Ristanen                                                         | 50 km (m)             | 15e       | 2:23.10,6 (+7.14,8)                                         |
| Kari Ristanen Juha Mieto Harri Kirvesniemi Aki Karvonen               | 4x10 km estafette (m) | Brons     | 1:56.31,4 (+1.25,1) (30.21,6 / 28.36,2 / 28.35,0 / 28.58,6) |
|                                                                       |                       |           |                                                             |
| Eija Hyytiäinen                                                       | 5 km (v)              | 19e       | 18.11,6 (+1.07,6)                                           |
| Eija Hyytiäinen                                                       | 10 km (v)             | 25e       | 34.33,8 (+2.49,6)                                           |
| Eija Hyytiäinen                                                       | 20 km (v)             | 17e       | 1:05.38,8 (+3.53,8)                                         |
| Marja-Liisa Hämäläinen                                                | 5 km (v)              | Goud      | 17.04,0                                                     |
| Marja-Liisa Hämäläinen                                                | 10 km (v)             | Goud      | 31.44,2                                                     |
| Marja-Liisa Hämäläinen                                                | 20 km (v)             | Goud      | 1:01.45,0                                                   |
| Erja Kuivalainen                                                      | 10 km (v)             | 37e       | 35.35,2 (+3.51,0)                                           |
| Erja Kuivalainen                                                      | 20 km (v)             | 29e       | 1:07.26,4 (+5.41,4)                                         |
| Pirkko Määttä                                                         | 5 km (v)              | 10e       | 17.48,0 (+44,0)                                             |
| Pirkko Määttä                                                         | 10 km (v)             | 19e       | 34.13,4 (+2.29,2)                                           |
| Pirkko Määttä                                                         | 20 km (v)             | 9e        | 1:04.37,6 (+2.52,6)                                         |
| Marjo Matikainen                                                      | 5 km (v)              | 22e       | 18.21,6 (+1.17,6)                                           |
| Pirkko Määttä Eija Hyytiäinen Marjo Matikainen Marja-Liisa Hämäläinen | 4x5 km estafette (v)  | Brons     | 1:07.36,7 (+47,0) (17.36,8 / 17.01,3 / 16.42,7 / 16.15,9)   |

### Noordse combinatie
| Olympiër          | Discipline | Resultaat | Prestatie                                                                                             |
| ----------------- | ---------- | --------- | --- |
| Jouko Karjalainen | mannen     | Zilver    | 416,900 punten schans: 196,9 p 89,6 (77,0 m)+100,6 (83,0 m)+96,3 (83,0 m) 15 km: 220,000 p (46.32,0)  |
| Jukka Ylipulli    | mannen     | Brons     | 410,825 punten schans: 208,3 p 97,9 (80,0 m)+103,7 (84,0 m)+104,6 (86,0 m) 15 km: 202,525 p (48.28,5) |
| Rauno Miettinen   | mannen     | 4e        | 402,970 punten schans: 205,5 p 97,6 (79,5 m)+107,9 (86,0 m)+93,6 (81,0 m) 15 km: 197,470 p (49.02,2)  |

### Schaatsen
| Olympiër         | Discipline   | Resultaat | Prestatie         |
| ---------------- | ------------ | --------- | ----------------- |
| Pertti Niittylä  | 1500 m (m)   | 9e        | 2.00,01 (+1,65)   |
| Pertti Niittylä  | 5000 m (m)   | 6e        | 7.17,97 (+5,69)   |
| Pertti Niittylä  | 10.000 m (m) | 18e       | 15.15,18 (+35,28) |
| Urpo Pikkupeura  | 500 m (m)    | 27e       | 39,88 (+1,69)     |
| Urpo Pikkupeura  | 1000 m (m)   | 23e       | 1.19,13 (+3,33)   |
| Jouko Vesterlund | 500 m (m)    | 17e       | 39,15 (+0,96)     |
| Jouko Vesterlund | 1000 m (m)   | 12e       | 1.18,12 (+2,32)   |

### Schansspringen
| Olympiër        | Discipline         | Resultaat | Prestatie                                            |
| --------------- | ------------------ | --------- | ---------------------------------------------------- |
| Pentti Kokkonen | normale schans (m) | 12e       | 201,3 punten 101,4 p. (84,0 m) + 99,9 p. (84,0 m)    |
| Pentti Kokkonen | grote schans (m)   | 14e       | 182,4 punten 90,1 p. (98,5 m) + 92,3 p. (99,0 m)     |
| Matti Nykänen   | normale schans (m) | Zilver    | 214,0 punten 114,1 p. (91,0 m) + 99,9 p. (84,0 m)    |
| Matti Nykänen   | grote schans (m)   | Goud      | 231,2 punten 119,1 p. (116,0 m) + 112,1 p. (111,0 m) |
| Jari Puikkonen  | normale schans (m) | Brons     | 212,8 punten 95,4 p. (81,5 m) + 117,4 p. (91,5 m)    |
| Jari Puikkonen  | grote schans (m)   | 5e        | 196,6 punten 100,1 p. (103,5 m) + 96,5 p. (102,0 m)  |
| Markku Pusenius | normale schans (m) | 20e       | 188,2 punten 89,2 p. (79,5 m) + 99,0 p. (85,0 m)     |
| Markku Pusenius | grote schans (m)   | 16e       | 180,9 punten 93,4 p. (100,5 m) + 87,5 p. (97,0 m)    |

### IJshockey
| Olympiër | Discipline | Resultaat | Prestatie |
| --- | ---------- | --------- | --- |
| Kari Takko Markus Lehto Pertti Lehtonen Simo Saarinen Arto Ruotanen Timo Jutila Ville Sirén Petteri Lehto Arto Javanainen Risto Jalo Petri Skriko Arto Sirviö Jarmo Mäkitalo Jorma Valtonen Erkki Laine Harri Tuohimaa Anssi Melametsä Raimo Summanen Raimo Helminen Hannu Oksanen | mannen     | 6e        | Voorronde groep B: 4- 3 Finland - Oostenrijk 16- 2 Finland - Noorwegen 2- 4 Finland - Canada 2- 7 Finland - Tsjecho-Slowakije 3- 3 Finland - Verenigde Staten 5e plaats: 4- 7 Finland - Bondsrepubliek Duitsland |

Andorra · Argentinië · Australië · België · Bolivia · Bondsrepubliek Duitsland · Britse Maagdeneilanden · Bulgarije · Canada · Chili · China · Chinees Taipei · Costa Rica · Cyprus · Duitse Democratische Republiek · Egypte · Finland · Frankrijk · Griekenland · Groot-Brittannië · Hongarije · IJsland · Italië · Japan · Joegoslavië · Libanon · Liechtenstein · Marokko · Mexico · Monaco · Mongolië · Nederland · Nieuw-Zeeland · Noord-Korea · Noorwegen · Oostenrijk · Polen · Puerto Rico · Roemenië · San Marino · Senegal · Sovjet-Unie · Spanje · Tsjecho-Slowakije · Turkije · Verenigde Staten · Zuid-Korea · Zweden · Zwitserland